# سقوط وال‌استریت در سال ۱۹۲۹ (میلادی)

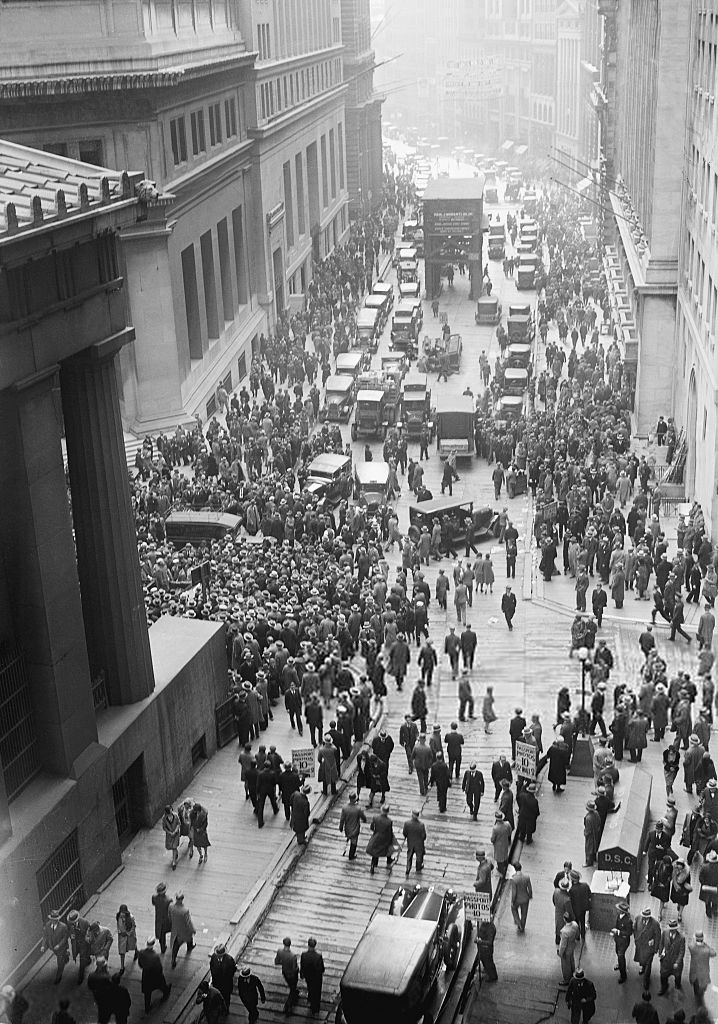
اجتماع جمعیت در وال استریت پس از سقوط سال ۱۹۲۹

سقوط وال‌استریت در سال ۱۹۲۹، به‌عنوان سه‌شنبه سیاه، سقوط بزرگ، یا سقوط بازار سهام ۱۹۲۹ شناخته‌شده است، در ۲۴ اکتبر سال ۱۹۲۹ آغاز شد، این سقوط مخرب‌ترین سقوط در تاریخ ایالات متحده آمریکا بود، این دوره آغاز رکود بزرگی ده ساله بود که همه کشورهای صنعتی غربی تحت تأثیر آن قرار گرفتند.

## تاریخچه
در دهه ۲۰، در پی جنگ جهانی اول در زمانی که ثروت گرایی و افراط‌گرایی زیادی وجود داشت سقوط بازار سهام به وجود آمد. پس از جنگ، در هنگامی که شهرها دوران رشد صنعتی را تجربه می‌کردند و تولیدات بیش از حد نیاز کشاورزی موجب مأیوس شدن کشاورزان از لحاظ وضعیت مالی و به وجود آمدن ناامیدی گسترده‌ای میان آن‌ها شده بود، مهاجرت عظیمی از مناطق روستایی به مناطق شهری، برای پیدا کردن کاری بهتر و شایسته‌تر در صنعت «همیشه در رشد» آمریکا آغاز گردید. همچنین با وجود خطرات ناشی از سفته‌بازی، بسیاری بر این باور بودند که بازار سهام به پیشرفت خود ادامه خواهد داد و برای همیشه یا در بلند مدت به رشد ادامه خواهد داد.

میانگین شاخص داو جونز، از اکتبر ۱۹۲۸ تا اکتبر ۱۹۳۰

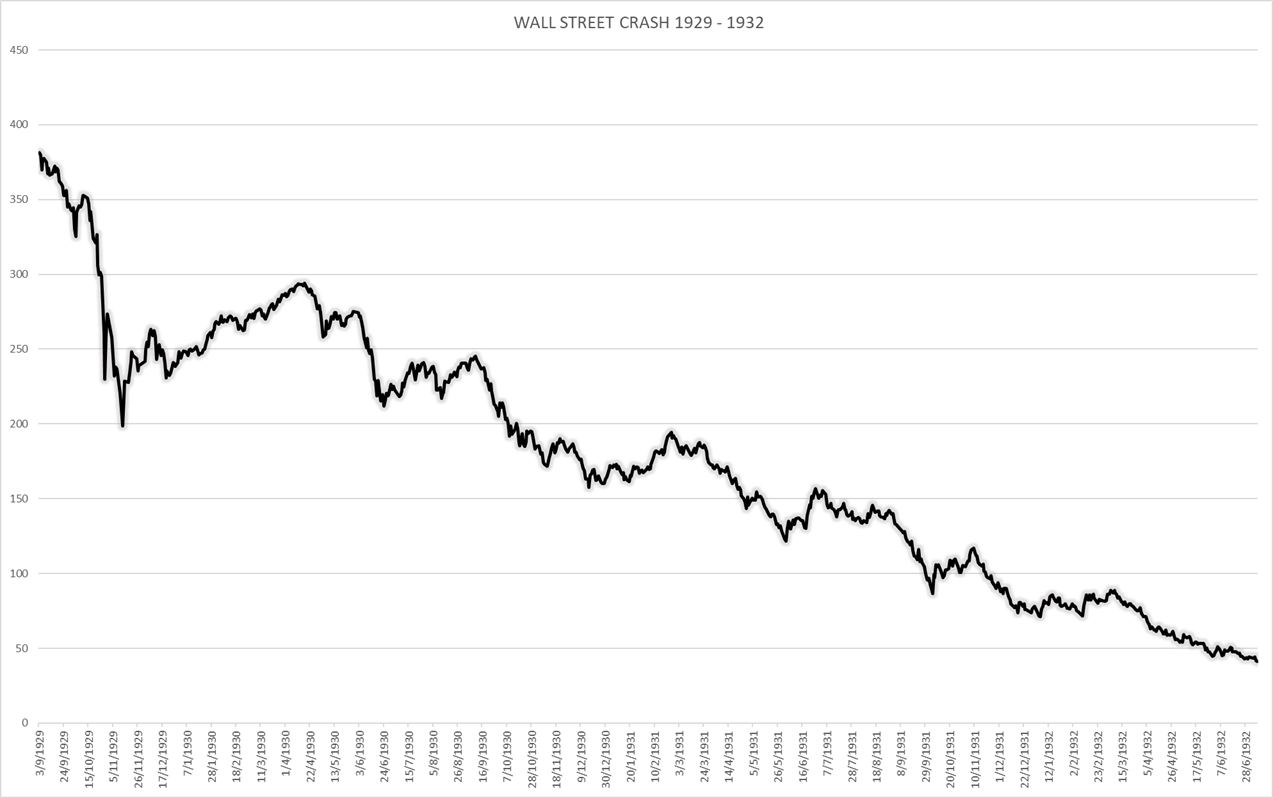
شاخص کل بورس نیویورک از شروع ریزش سال ۱۹۲۹ تا کف شاخص در سال ۱۹۳۲

اما در ۲۵ مارس سال ۱۹۲۹، پس از هشدار فدرال رزرو مبنی بر سقوط کوتاه‌مدت بازار سهام، بسیاری از سرمایه‌گذاران به‌سرعت شروع به فروش سهام کردند و بدین شکل بازار سهام را در معرض یک سقوط بزرگتر قراردادند. دو روز بعد، بانکدار شناخته شده، چارلز ای. مایکل اعلام کرد که شرکت او National City Bank مبلغ ۲۵ میلیون دلار اعتبار برای جلوگیری از سقوط بازار پرداخت خواهد کرد. این حرکت مایکل بحران مالی را موقتاً متوقف کرد و تقاضای دریافت پول سهام از ۲۰ تا ۸ درصد کاهش یافت.
بااین‌حال، اقتصاد آمریکا دچار مشکلاتی بود، برای نمونه تولید فولاد کاهش یافته بود، ساخت‌وساز کم شده بود، فروش خودرو کاهش یافته بود، و مصرف‌کنندگان بدهی زیادی بالا آورده بودند؛ با وجود همه این مشکلات اقتصادی و بسته بودن بازار در ماه مارس و مه سال ۱۹۲۹، رشد سهام در ماه ژوئن از سر گرفته شد و این روند تا اوایل سپتامبر ۱۹۲۹ تقریباً بی‌وقفه ادامه داشت (به‌طور متوسط شاخص داو جونز بین ژوئن و سپتامبر بیش از ۲۰٪ سود داشت) و ارزش بازار میانگین صنعتی داو جونز طی نه سال فعالیت خود حدوداً ده برابر شده بود (اوج آن در تاریخ ۳ سپتامبر، ۱۹۲۹ ۳۸۱٫۱۷ شده بود)
گرچه مدت کوتاهی قبل از سقوط، اقتصاددان معروف، ایروینگ فیشر اعلام کرد، "قیمت سهام به چیزی شبیه یک فلات رسیده و به‌طور دائم بالا می‌ماند. اما وضعیت مالی بازار در تاریخ ۱۸ سپتامبر سال ۱۹۲۹، دچار چرخش شد و قیمت بیشتر سهام‌های بورس اوراق بهادار نیویورک (NYSE) چند روز پس از هشدار کارشناس مالی، راجر بابسون به‌طور چشم‌گیری سقوط کرد. این هشدار که "سقوطی بزرگ در حال به وجود آمدن است" از طریق رسانه‌ها به‌طور عمومی اعلام‌شده بود. به همین دلیل سقوط اولیه سپتامبر تحت عنوان "سقوط بابسون" در مطبوعات آورده می‌شد.
در ۲۰ سپتامبر، هنگامی‌که سرمایه‌گذار برتر بریتانیا کلارنس هتری و بسیاری از همکاران او به اتهام تقلب و جعل زندانی شدند، بورس اوراق بهادار لندن رسماً سقوط کرد. سقوط بورس لندن تا حد زیادی خوش‌بینی سرمایه‌گذاری آمریکا در بازارهای خارج از کشور را تضعیف نمود. به طوری که در روزهای منتهی به سقوط، بازار به‌شدت بی‌ثبات بود. دوره‌های فروش خیلی ضعیف بودند و وجه اندکی در بازار رد و بدل می‌شد.
در ۲۴ اکتبر ("پنجشنبه سیاه ")، بازار ۱۱ درصد از ارزش خود را در ابتدای بازگشایی معاملات از دست داد. این حجم عظیم بدان معنا بود که گزارش قیمت‌ها در دفاتر کارگزاری سراسر کشور با تأخیر بود، به‌طوری‌که سرمایه‌گذاران هیچ ایده‌ای برای بیشترین سهامشان نداشتند و همه وحشت‌زده شده بودند.

چندی از رهبران بانکدارهای وال‌استریت برای پیدا کردن یک راه‌حل در طبقه تجاری جلسه تشکیل دادند. اعضای این جلسه شامل توماس دبلیو لامونت، سرپرست بانک مورگان؛ آلبرت ویگندر، رئیس بانک ملی چیس؛ چارلز ای. مایکل، رئیس بانک و ریچارد ویتنی، معاون رئیس بانک نشنال سیتی نیویورک بودند. ویتنی با منابع مالی بانکداران حامی وی، پیشنهادی برای خرید یک بلوک بزرگ سهام در فولاد آمریکا با قیمتی بالاتر از قیمت بازار داد. درحالی‌که معامله گران دیگر وی را تماشا می‌کردند، ویتنی پیشنهاد خرید مشابه دیگری در سهام " blue chip " داد. این تاکتیک شبیه به تاکتیکی بود که در سال ۱۹۰۷ منجر به پایان بحران شد. این تکنیک در متوقف ساختن ریزش بازار موفق شد. میانگین صنعتی داو جونز بهبود یافت، اما تنها ۶٫۳۸ واحد شاخص پایین آمد. بالا رفتن قیمت تا روز جمعه، ۲۵ اکتبر ادامه داشت، و جلسه‌ای نیم روزه در روز شنبه ۲۶ اکتبر برگزار شد اما بر خلاف سال ۱۹۰۷، بهبودی تنها به‌صورت موقت بود.

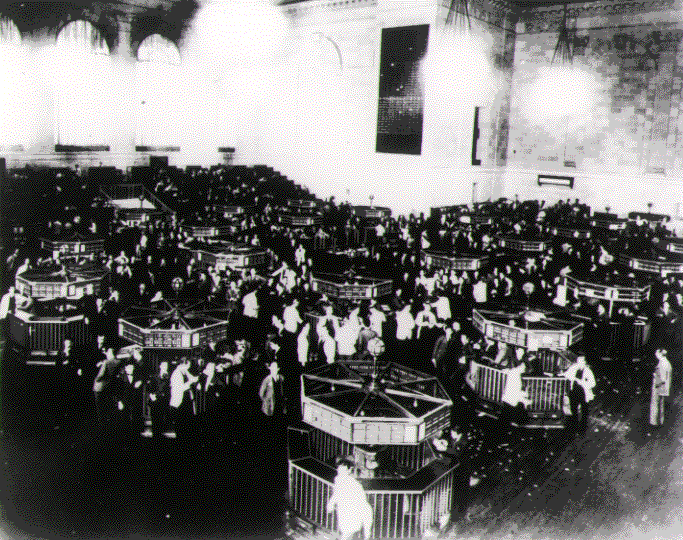
تالار معامله در بورس اوراق بهادار نیویورک در سال ۱۹۳۰، شش ماه پس از سقوط از سال ۱۹۲۹

در طول هفته، کلیه وقایع توسط روزنامه‌ها در سراسر ایالات‌متحده پوشش داده شده بود. در ۲۸ اکتبر، "دوشنبه سیاه "، سرمایه‌گذاران بیشتری با اعلامیه (به علت کاهش ارزش ودیعه) مواجه شدند و تصمیم گرفتند از بازار بیرون بروند و ریزش با کاهش ۳۸٫۳۳ واحد یا ۱۳٪ در داو در یک روز ادامه داشت.
روز بعد، "سه‌شنبه سیاه "، ۲۹ اکتبر سال ۱۹۲۹، حدود ۱۶ میلیون سهام معامله شد و بحران فروش به اوج خود رسید. برخی از سهم‌ها در هیچ قیمتی در آن روز، هیچ خریداری نداشتند ("air pockets "). داو ۳۰ واحد دیگر(۱۲ درصد)، کاهش داشت. حجم سهام معامله شده در ۲۹ اکتبر سال ۱۹۲۹ رکوردی بود که برای نزدیک به ۴۰ سال شکسته نشده بود.
در ۲۹ اکتبر، ویلیام سی دورانت به اعضای خانواده راکفلر و دیگر غول‌های مالی پیوست تا مقادیر زیادی سهام خریداری کند که اعتمادش به بازار را به مردم نشان دهد، اما تلاش آن‌ها برای جلوگیری از کاهش عظیم قیمت‌ها شکست خورد. با توجه به حجم عظیمی از سهام که در آن روز معامله شده بود، بازار تا ۷:۴۵ شب ادامه داشت. بازار بیش از ۳۰ میلیارد دلار از ارزشش را، در طول دو روز از دست داد که ۱۴ میلیارد دلار آن، به تنهایی در ۲۹ اکتبر بود.
میانگین صنعتی داو جونز در دوشنبه سیاه و سه‌شنبه سیاه:
| تاریخ          | تغییرات | % تعییرات | بسته شدن |
| -------------- | ------- | --------- | -------- |
| اکتبر ۲۸، ۱۹۲۹ | −۳۸٫۳۳  | −۱۲٫۸۲    | ۲۶۰٫۶۴   |
| اکتبر ۲۹، ۱۹۲۹ | −۳۰٫۵۷  | −۱۱٫۷۳    | ۲۳۰٫۰۷   |

پس از استراحت یک روزه بازار در تاریخ ۳۰ اکتبر، شاخص داوجونز ۲۸٫۴۰ واحد یا ۱۲٪ افزایش داشت، و بازار در ۲۵۸٫۴۷ واحد بسته شد. بازار همچنان رو به سقوط پیش می‌رفت تا در ۱۳ نوامبر سال ۱۹۲۹ به نقطه موقتی رسید و شاخص در ۱۹۸٫۶۰ بسته شد. پس از آن بازار برای چند ماه بهبود یافت، که شروع آن در تاریخ ۱۴ نوامبر یود که شاخص داوجونز ۱۸٫۵۹ واحد افزایش یافت و در ۲۱۷٫۲۸ بسته شد و در ۱۷ آوریل سال ۱۹۳۰ به اوج ثانویه خود در هنگام بسته شدن بازار در ۲۹۴٫۰۷ رسید. در سال بعد، این شاخص از آوریل ۱۹۳۱ تا ۸ ژوئیه ۱۹۳۲ نزول دیگری داشت، وضعیت ثابتی که شاخص داوجونز در ۴۱٫۲۲ (پایین‌ترین سطح خود در قرن ۲۰) قرار گرفت و ۸۹٪ کاهش شاخص در حدود دو سال. در طول سال ۱۹۳۳، شاخص به آرامی شروع به بالا رفتن مجدد کرد و مقداری از افت را که در طول دوران بحران سال ۱۹۲۹ و سه سال از دست داده بود جبران شد که شروع آن در ۱۵ مارس سال ۱۹۳۳ بود که با میزان ۸٫۲۶ واحد افزایش یا ۱۵٫۳۴ درصد به ۶۲٫۱۰ واحد در بسته شدن رسید. بیشترین درصد افزایش داو جونز در اوایل و اواسط سال ۱۹۳۰ رخ داد. در اواخر سال ۱۹۳۷، کاهش شدیدی در بازار سهام به وجود آمد، بااین‌حال قیمت، بالاتر از شاخص در سال ۱۹۳۲ قرار گرفت.
بازار پس از ۲۵ سال در ۲۳ نوامبر ۱۹۵۴ به اوج بسته شدن خود در ۳ سپتامبر ۱۹۲۹ رسید.

## تحلیل‌ها

### تحلیل فاندامنتال
سقوط بازار بورس، در اواخر ۱۹۲۰صورت گرفته بود. در طول نیمه دوم ۱۹۲۰، تولید فولاد، ساخت‌وساز ساختمان، حجم معاملات خرده فروشی، ثبت نام خودرو، حتی راه‌آهن پیشرفت کردند. سود خالص تلفیقی ۵۳۶ شرکت تولیدی و تجاری برای شش ماه اول سال ۱۹۲۹، افزایشی بی‌سابقه معادل ۳۶٫۶٪ نسبت به سال ۱۹۲۸ نشان داد که منجر به دو برابر شدن سود آهن و فولاد شد. این آمار و ارقام بزرگ‌ترین سفته‌بازی در بورس رابه وجود آورد که سبب شد صدها هزار نفر آمریکایی در بازار سهام سرمایه‌گذاری کنند. تعداد قابل توجهی از آن‌ها برای خرید سهام بیشتر استقراض کردند. در ماه اوت سال ۱۹۲۹، کارگزاران به سرمایه‌گذاران کوچک‌تر بیش از دو سوم ارزش اسمی سهام خریداری شده، وام دادند. بیش از ۸٫۵ میلیارد $ یعنی بیش از مقدار کل ارز در گردش در ایالات متحده در آن زمان، وام گرفته شده بود.
افزایش قیمت سهام، مردم را به سرمایه‌گذاری بیشتر تشویق می‌کرد؛ مردم امیدوار بودند قیمت سهام بیشتر افزایش یابد. در نتیجه حدس و گمان افزایش قیمت، بیشتر و حباب قیمتی ایجاد شد. به دلیل خریدهای اعتباری مردم، اگر وضعیت بازار تغییر می‌کرد یا حتی شکست می‌خورد، سرمایه‌گذاران مبالغ زیادی پول از دست می‌دادند. متوسط نسبت P / E (قیمت به درآمد هر سهم) سهام S & P در ماه سپتامبر سال ۱۹۲۹ معادل ۳۲٫۶ بود، (بسیار بالاتر از مقدار گذشته خود).
با شروع سال ۱۹۲۹ محصول خوبی معادل ۲۵۰٬۰۰۰٬۰۰۰ بوشل گندم حاصل شد. در ماه مه نیز محصول زمستانی معادل ۵۶۰٬۰۰۰٬۰۰۰ بوشل گندم آماده برداشت در دره می‌سی‌سی‌پی وجود داشت. این عرضه بیش از حد باعث افت قیمت بسیار سنگین گندم شد که کشاورزان گندم را، با خطر انقراض مواجه کرد. بازارهای سهام همیشه نسبت به آینده بازار کالا حساس بوده‌اند؛ و رکود در وال‌استریت در ماه مه توسط جورج پش پیش‌بینی شده بود. در ماه ژوئن سال ۱۹۲۹، خشکسالی شدید در داکوتا و غرب کانادا، به علاوه دانه نامطلوب در آرژانتین و شرق استرالیا به وجود آمد. عرضه بیش از حد گندم می‌توانست شکاف بزرگ در تولید گندم در سال ۱۹۲۹ را پر کند. قیمت گندم از ۹۷ ¢ به ازای هر بوشل در ماه می، به ۱٫۴۹ $ در ماه ژوئیه افزایش یافت. زمانی که مشاهده شد کشاورزان آمریکایی در این وضعیت ترجیح می‌دهند مقدار کمتری نسبت به آنچه در سال ۱۹۲۸ کاشته بودند بکارند، قیمت سهام دوباره بالا رفت و سفارش‌ها برای خرید سهام جهت کسب سود زیاد شد.
در ماه اوت زمانی که فرانسه و ایتالیا در مورد برداشت زیاد و عالی گندم خود مبالغه می‌کردند، و وضعیت در استرالیا بهبود یافته بود، قیمت گندم سقوط کرد و لرزه‌ای در وال‌استریت انداخت و قیمت سهام به‌سرعت کاهش یافت، و کلمه سهام پست دلالان و سرمایه‌گذاران آماتور را به ارمغان آورد. کنگره به امید تثبیت قیمت گندم، برای بسته‌های اعانه ۱۰۰ میلیون دلاری برای کشاورزان رای دادند. هرچند در ماه اکتبر، قیمت گندم به ۱٫۳۱ $ به ازای بوشل کاهش یافته بود.
دیگر سنجه‌های مهم اقتصادی نیز در اواسط سال ۱۹۲۹ کاهش یا حتی سقوط کردند، از جمله خرید و فروش ماشین، خرید و فروش خانه، و تولید فولاد. سقوط بورس کالا و تولید صنعتی حتی اعتماد به نفس آمریکایی‌ها را تحت تأثیر قرار داد و بازار سهام در ۳ سپتامبر دقیقاً بعد از روز لایبور در ۳۸۱٫۱۷ به اوج خود رسید، و پس از آن کاهش یافت و راجر بابسون آگاهانه "رکود بازار " را پیش‌بینی کرد. در پایان ماه سپتامبر، بازار ۱۰ درصد از اوج (از شکاف "بابسون ") پایین تربود. شدت فروش در اوایل و اواسط ماه اکتبر، تا چند روز مورد تأکید قرار گرفت. حجم عظیمی از بحران ناشی از فروش از ۲۱ اکتبر، آغاز شد و تشدید گردید. همچنین در ۲۴ و ۲۸ اکتبر، به خصوص ۲۹ ("سه‌شنبه سیاه").
رئیس بانک ملی چیس در آن زمان گفت: «ما سود طبیعی سفته بازی را به دست می‌آوریم همان‌طور که میلیونها نفر از مردم در آن زیاده روی کرده‌اند. این موضوع اجتناب ناپذیر بود، به دلیل افزایش عظیمی که در سال‌های اخیر در تعداد سهامداران رخ‌داده بود، تعداد فروشندگان حتی از زمانی که رونق به پایان رسیده بود نیز بیشتر بود و فروش جای خرید را گرفته بود.

### اقدامات بعدی
در سال ۱۹۳۲، کمیسیون Pecora از سوی مجلس سنا جهت مطالعه علل سقوط بازار تأسیس شد. در سال بعد، کنگره آمریکا قانون Glass–Steagall مبنی بر الزام جدایی بین بانک‌های تجاری که سپرده می‌پذیرفتند و وام می‌دادند و بانک‌های سرمایه‌گذاری، که تعهد پذیره نویسی و توزیع سهام، اوراق قرضه، و دیگر اوراق بهادار می‌کردند، به تصویب رسید.
پس از تجربه سقوط سال ۱۹۲۹، بازارهای سهام در سراسر جهان به منظور به تعویق انداختن معاملات در مواقع افت سریع قیمت تأسیس شدند، آن‌ها مدعی بودند این کار از بحران ناشی از فروش جلوگیری می‌کند. بااین‌حال، سقوط یک روزه دوشنبه سیاه در ۱۹ اکتبر سال ۱۹۸۷، زمانی که میانگین شاخص داو جونز به ۲۲٫۶٪ سقوط کرد، بدتر از هر روز از سقوط در سال ۱۹۲۹ بود (هر چند که ترکیب ۲۵٪ کاهش در ۲۸–۲۹ اکتبر سال ۱۹۲۹ بزرگتر از ۱۹ اکتبر سال ۱۹۸۷ بود، و ازلحاظ کاهش، بدترین دو روز می‌باشند).

### جنگ جهانی دوم
بسیج آمریکا برای جنگ جهانی دوم در پایان سال ۱۹۴۱، حدود ده میلیون نفر از نیروی کار غیرنظامی خود را به جنگ فرستاد. جنگ جهانی دوم تأثیر بسیار زیادی بر بسیاری از بخش‌های اقتصاد داشت، و ممکن بود رکود بزرگ در ایالات‌متحده را تسریع بخشد. هزینه‌های تأمین مالی سرمایه دولت تنها ۵ درصد از سرمایه‌گذاری سالانه ایالات‌متحده در سرمایه صنعتی سال ۱۹۴۰ و ۶۷ درصد از سرمایه‌گذاری آمریکا را در سال ۱۹۴۳ به خود اختصاص داد.

## تأثیرات

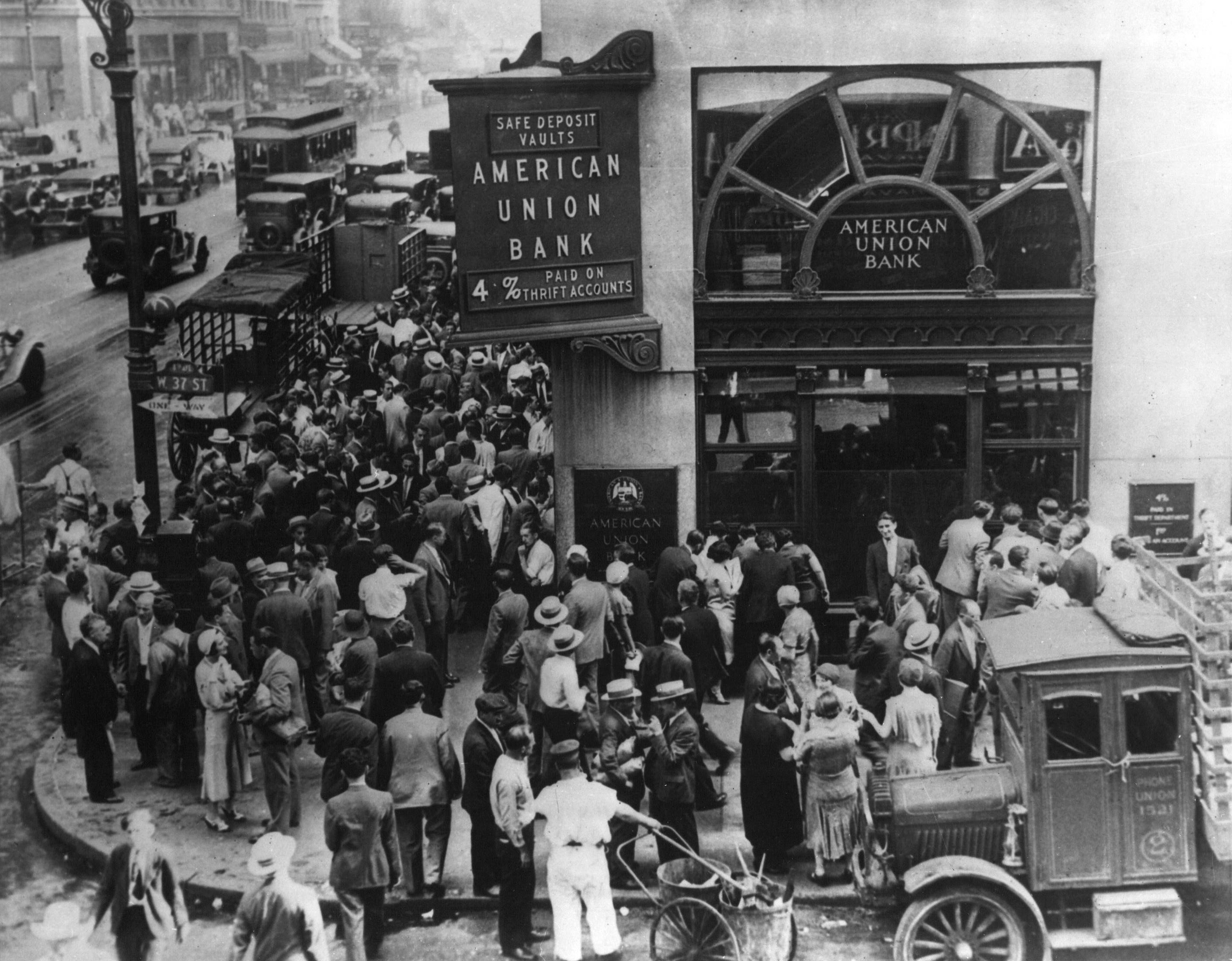
ازدحام جمعیت در بانک اتحادیه نیویورک آمریکا در اوایل بحران

در سال ۱۹۲۹ سقوط بازار سهام و رکود بزرگ‌ترین بحران مالی قرن بیستم همزمان اتفاق افتادند. هراس اکتبر ۱۹۲۹ در بازار به‌عنوان نمادی است که از رکود اقتصادی جهان در طول یک دهه یاد می‌کند. سقوط قیمت سهم در ۲۴ و ۲۹ اکتبر سال ۱۹۲۹ عملاً در تمام بازارهای مالی جهان، به جز ژاپن تأثیرگذار بود.
سقوط وال‌استریت تأثیر عمده‌ای بر ایالات‌متحده و جهان اقتصاد داشت، و حوادث آن تا به امروز جز منابع دانشگاهی، بحث‌های تاریخی، اقتصادی، و سیاسی بوده است. برخی از مردم معتقد بودند که به‌کارگیری نادرست منابع توسط شرکت‌ها به سقوط وال‌استریت در سال ۱۹۲۹ و رکود بعد از آن کمک کرده است. بسیاری از مردم بانک‌های تجاری را به این علت که بیش از حد مشتاق به قرار دادن سپرده در بازار سهام ریسکی بودند، در سقوط وال‌استریت مقصر می‌دانستند.
در سال ۱۹۲۹ سقوط بازار، غوغایی بیست ساله ایجاد کرد. در سال ۱۹۲۹ آزمایشی توسط اقتصاددان چارلز کیندل تحت این عنوان بیان شد که هیچ وام دهنده مؤثری وجود ندارد و اگر وجود داشت و به درستی مورد استفاده قرار می‌گرفت، می‌توانست در بحران‌های مالی، کلیدی برای کوتاه کردن دوره رکود کسب و کارها باشد. سقوط بازار آغاز عواقب گسترده و طولانی مدتی برای ایالات‌متحده بود. مورخان هنوز در مورد این سؤال مباحثه می‌کنند که: آیا سقوط بازار در سال ۱۹۲۹ جرقه‌ای برای رکود بازار بوده است؟ یا صرفاً سقوط بازار با شکسته شدن حباب قیمت مصادف شده است؟ اینکه تنها ۱۶ درصد از خانواده‌های آمریکایی در بازار سهام ایالات‌متحده در طول دوره رکود، سرمایه‌گذاری کرده‌اند، نشان می‌دهد که سقوط تا حد کمی در ایجاد رکود مؤثر بوده است.

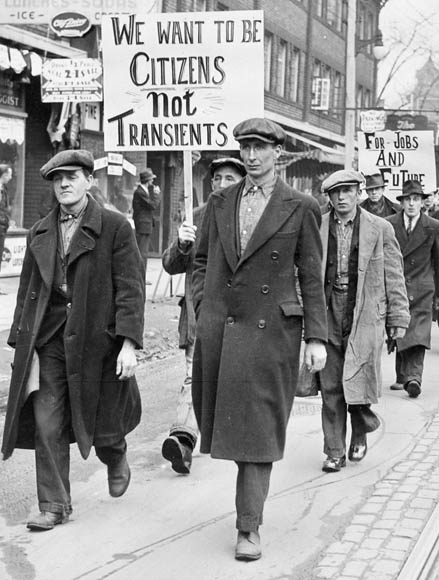
راهپیمایی بیکاران در تورنتو

بااین‌حال، اثرات روانی سقوط در سراسر کشور منعکس کرد که صاحبان کسب و کار از مشکل تأمین امنیت بازار سرمایه و سرمایه‌گذاری برای پروژه‌های جدید آگاه شدند. ریسک کسب و کار به‌طور طبیعی امنیت شغلی برای کارکنان را تحت تأثیر قرار می‌دهد، وقتی که یک کارگر آمریکایی (مصرف‌کننده) در درآمد خود با عدم قطعیت مواجه می‌شود، به‌طور طبیعی تمایل به مصرفش کاهش می‌یابد. کاهش قیمت سهام باعث سقوط و ایجاد مشکل‌های شدید در اقتصاد کلان از جمله کاهش اعتبار، تعطیلی کسب و کار، اخراج کارگران، ورشکستگی بانک‌ها، کاهش عرضه پول، و سایر رویدادهای اقتصادی در رکود شد.
افزایش بیکاری به صورت گسترده یکی از نتایج سقوط بازار بود، البته این بدان معنا نیست که سقوط به تنهایی موجب بحران شده است. سقوط وال‌استریت بیشترین تأثیر را بر رویدادهای پس از آن داشته است و در نتیجه به‌طور گسترده‌ای به‌عنوان علامتی برای اقتصاد رو به پایین که موجب ایجاد رکودی بزرگ است، در نظر گرفته می‌شود. درست یا غلط، عواقب سقوط برای تقریباً همه وخیم بود. کارشناسان آکادمیک در یک جنبه از سقوط به توافق رسیدند: این که میلیاردها دلار از ثروت را در یک روز ازبین می‌برد و سریعاً باعث ایجاد رکود برای مصرف‌کننده می‌شود.
شکست موجب تنظیم اجرای جهانی در سپرده طلای ایالات‌متحده (به‌عنوان مثال، دلار) شد و فدرال رزرو مجبور شد نرخ بهره را نسبت به رکود افزایش دهد. برخی از ۴٬۰۰۰ بانک و وام دهندگان دیگر در نهایت شکست خوردند. همچنین، قاعده uptick پس از سقوط سال ۱۹۲۹ اجرا شد که اجازه فروش استقراضی را تنها زمانی که آخرین علامت قیمت سهام مثبت بود می‌داد، این قاعده در بازار برای جلوگیری از تحریک قیمت سهام توسط فروشندگان استقراضی می‌باشد.

## بحث علمی
اقتصاددانان و مورخان در مورد نقش سقوط بازار در رویدادهای اقتصادی، اجتماعی و سیاسی پس از آن اختلاف نظر دارند. اقتصاددانان در مقاله سال ۱۹۹۸ استدلال می‌کنند که رکود با سقوط بازار سهام شروع نشد و واضح نیست که در زمان سقوط رکود شروع شده بود یا خیر. آن‌ها سؤال پرسیدند: «آیا یک فروپاشی بسیار جدی در بورس اوراق بهادار می‌تواند موجب یک عقب‌نشینی جدی برای صنعت باشد درحالیکه تولید صنعتی در بیشتر قسمت‌ها در شرایطی سالم و متعادل می‌باشد؟" آن‌ها معتقد بودند که باید کمی عقب‌نشینی وجود داشته باشد، اما هنوز شواهد کافی برای اثبات اینکه عقب‌نشینی طولانی خواهد بود یا اینکه باید در طول تولید رکود صنعتی عمومی وجود داشته باشد، وجود ندارد.
همچنین اقتصاددانان هشدار دادند که ورشکستگی برخی بانک‌ها باید پیش‌بینی می‌شد و برخی از بانک‌ها ممکن بود ذخایر مورد نیاز تأمین مالی شرکت‌های تجاری و صنعتی را نداشته باشند. آن‌ها نتیجه گرفتند که موقعیت بانک‌ها، کلیدی برای بهبود وضعیت است، اما آنچه که قرار بود اتفاق بیفتد نمی‌توانست پیش‌بینی شود.
دانشگاهیان دیدند که سقوط وال‌استریت در سال ۱۹۲۹ به‌عنوان بخشی از یک فرایند تاریخی است که جزئی از نظریه‌های جدید رونق و رکود بود. به گفته اقتصاددانانی همچون جوزف شومپیتر، نیکلای کنتراتیو و چارلز ای مایکل، سقوط صرفاً یک رویداد تاریخی تحت عنوان بخشی از چرخه‌های اقتصادی بود. تأثیر سقوط صرفاً موجب افزایش سرعت اقدامات بعدی شد.
تاریخ پولی میلتون فریدمن در ایالات‌متحده، با مشارکت آنا شوارتز نوشته شده است و بسط این استدلال است که چه چیزی «بحران بزرگ» را آنقدر شدید کرده بود که در رکود چرخه کسب و کار، حمایت از تولید یا سقوط بازار سهام در سال ۱۹۲۹ نبوده است؟ همچنین با توجه به گفته فریدمن، چه چیزی کشور را در یک رکود عمیق فرو برده بودکه سبب فروپاشی سیستم بانکی در طول بیش ازسه دوره ۱۹۳۰–۱۹۳۳ شده بود؟.

## موارد بیشتر را ببینید
- List of largest daily changes in the Dow Jones Industrial Average

## یادداشت
1. ↑  Bone, James. "The beginner's guide to stock markets". The Times. London. Archived from the original on May 25, 2010. Retrieved January 29, 2012. The most savage bear market of all time was the Wall Street Crash of 1929–1932, in which share prices fell by 89 percent.
2. ↑  "The Stock Market Crash of 1929". Money-Zine. Retrieved March 18, 2015.
3. ↑  • "Worst Stock Crash Stemmed by Banks; 12,894,650 Share Day Swaps Market", The New York Times, Friday, October 25, 1929. Retrieved November 27, 2020.

   • Shachtman, Tom. (1979). The Day America Crashed: A Narrative Account of the Great Stock Market Crash of October 24, 1929. Description. New York: G.P. Putnam. Retrieved November 27, 2020
4. ↑  Wanniski, Jude (1978). The Way the World Works. Gateway Editions. ISBN 0-89526-344-0.[کدام صفحه؟]
5. ↑  "The Times & The Sunday Times". www.thetimes.co.uk (به انگلیسی). 2024-05-17. Retrieved 2024-05-17.
6. ↑  Dan Bryan. "The Great (Farm) Depression of the 1920s". American History USA. Archived from the original on November 5, 2013. Retrieved November 10, 2013.
7. ↑  "Great Depression - Causes of the Great Depression | Britannica".
8. ↑  "Timeline: A selected Wall Street chronology". PBS. Archived from the original on September 23, 2008. Retrieved September 30, 2008.
9. ↑  Teach, Edward (May 1, 2007). "The Bright Side of Bubbles". CFO. Archived from the original on September 22, 2008. Retrieved October 1, 2008.
10. ↑  Galbraith, John Kenneth (1997). The Great Crash, 1929. Houghton Mifflin Harcourt. p. 84. ISBN 0-395-85999-9.
11. ↑  "Sep 08, 1929, page 2 - The Owensboro Messenger at Newspapers.com". Newspapers.com (به انگلیسی). Retrieved 2024-05-17.
12. ↑  Harold Bierman Jr. (1998). The Causes of the 1929 Stock Market Crash: A Speculative Orgy or a New Era?. Greenwood Publishing Group. pp. 19–29. ISBN 978-0-313-30629-7.
13. ↑  "Oct 25, 1929, page 14 - The Ithaca Journal at Newspapers.com". Newspapers.com (به انگلیسی). Retrieved 2024-05-17.
14. ↑  Moore، Heidi N. «The Panic of 2008? What Do We Name the Crisis? - WSJ» (به انگلیسی). WSJ. دریافت‌شده در ۲۰۲۴-۰۵-۱۷.
15. ↑  "Oct 24, 1929, page 1 - Times Union at Newspapers.com". Newspapers.com (به انگلیسی). Retrieved 2024-05-17.
16. ↑  Robert Goldston, The Great Depression, pp. 39–40
17. ↑  "Oct 24, 1929, page 11 - Times Union at Newspapers.com". Newspapers.com (به انگلیسی). Retrieved 2024-05-17.
18. ↑  Post, Special to Financial (October 24, 2011). "The Great Crash of 1929, some key dates". Financial Post (به انگلیسی). Retrieved July 22, 2020.
19. ↑  Shann, Edward (November 1, 1929). "Broad Facts of, USA Crisis". The Daily News. Perth, Western Australia. p. 6 (Edition: Home Final Edition). Retrieved November 22, 2012 – via National Library of Australia.
20. ↑  New York: A Documentary Film بایگانی‌شده  در فوریه ۲۰, ۲۰۱۱ توسط Wayback Machine PBS
21. 1 2  Scardino, Albert (October 21, 1987). "The Market Turmoil: Past lessons, present advice; Did '29 Crash Spark The Depression?". Times.
22. ↑  محمدی، شاهین. «اخبار فاندامنتال فارکس». دریافت‌شده در ۲۰۲۴-۰۵-۱۷.
23. ↑  Kemmerer, Edwin Walter (1932). Facing the facts: an economic diagnosis. Books for Libraries Press. ISBN 978-0-8369-0127-6. Retrieved September 30, 2008.
24. ↑  Shiller, Robert (March 17, 2005). "Irrational Exuberance, Second Edition". Princeton University Press. Archived from the original on January 1, 2007. Retrieved February 3, 2007.
25. ↑  Doug Short (April 3, 2013). "The Stock Market's Valuation Rarely Gets This High". Business Insider.
26. ↑  Galbraith, John Kenneth (1954). "In Goldman Sachs We Trust". The Great Crash, 1929. Boston: Houghton Mifflin. ISBN 0-395-85999-9., cited in Taibbi, Matt (April 5, 2010). "The great American bubble machine". Rolling Stone. Retrieved November 3, 2017.
27. ↑  DiNunzio, Mario R. (July 23, 2014). The Great Depression and New Deal: Documents Decoded (به انگلیسی). ABC-CLIO. ISBN 978-1-61069-535-0.
28. ↑  Lambert, Richard (July 19, 2008). "Crashes, Bangs & Wallops". Financial Times. Archived from the original on October 3, 2008. Retrieved September 30, 2008. At the turn of the 20th-century stock market speculation was restricted to professionals, but the 1920s saw millions of 'ordinary Americans' investing in the New York Stock Exchange. By August 1929, brokers had lent small investors more than two-thirds of the face value of the stocks they were buying on margin – more than $8.5bn was out on loan.
29. ↑  "Paulson affirms Bush assessment", The Washington Times
30. ↑  "Crashes, Bangs & Wallops" Financial Times
31. ↑  "The Times & The Sunday Times". www.thetimes.co.uk (به انگلیسی). 2024-05-17. Retrieved 2024-05-17.
32. ↑  "Timeline". NYSE Euronext. NYSE. Archived from the original on June 11, 2010. Retrieved October 1, 2008.
33. ↑  Weeks, Linton (September 17, 2008). "History's Advice During A Panic? Don't Panic". NPR. Retrieved October 1, 2008.
34. ↑  "The Crash of 1929". PBS. Archived from the original on September 23, 2008. Retrieved October 1, 2008.
35. ↑  Salsman, Richard M. "The Cause and Consequences of the Great Depression, Part 1: What Made the Roaring '20s Roar", The Intellectual Activist, ISSN 0730-2355, June 2004, p. 16.

## پیوند به صفحه خارجی
پرونده‌های رسانه‌ای مربوط به Wall Street Crash of 1929 در ویکی‌انبار 
- The Crash of 1929, American Experience documentary